# Klierkoorts
Klierkoorts ofwel mononucleosis infectiosa, in Nederland bekender onder de naam ziekte van Pfeiffer, is een virale infectie door het epstein-barrvirus (EBV), een herpesvirus (Humaan Herpesvirus 4, HHV-4). De ziekte is in 1889 ontdekt door Emil Pfeiffer.

## Risicogroep
Het treedt meestal op bij kleine kinderen en jongvolwassenen. In Nederland krijgen jaarlijks gemiddeld 4 op de 1000 jongeren tussen de leeftijd van 15 en 24 jaar klierkoorts. In het eerste geval blijven de symptomen vaag en wordt de diagnose vaak niet gesteld. 50% van de kinderen heeft de ziekte voor het 5e jaar al doorgemaakt. Van de volwassenen in Nederland heeft 90% antistoffen, wat betekent dat de meeste mensen deze infectie in hun leven doormaken. De meesten van hen weten dit niet - de ziekte is vrijwel onopgemerkt verlopen als een keelpijntje of een griepje.

## Symptomen
De volgende symptomen komen bijna altijd voor:
- gezwollen lymfeklieren
- keelontsteking
- vermoeidheid

Volgende symptomen kunnen gepaard gaan met de ziekte, maar dit is niet altijd het geval:
- gezwollen milt
- vergrote lever
- hoofdpijn
- misselijkheid
- huiduitslag
- geelzucht
- koorts
- oedeem, vaak rond de ogen
- hoest
- drukkende pijn in borst
- verlies van eetlust

## Diagnose
De diagnose kan bij gerezen klinische verdenking met zekerheid worden gesteld door bloedonderzoek waarbij onder andere aantonen van acute antistoffen (immunoglobuline-M), dan wel seroconversie tegen het Epstein-barr-virus een rol speelt. Daarnaast is er een snelle test (onder andere reactie van Paul Bunnell) die bij een positieve uitslag meestal bewijzend is voor de aandoening; onder de leeftijd van 10 jaar is de test soms foutnegatief. Zowel de Paul-Bunnelltest als de Monosticon zijn echter niet betrouwbaar genoeg om de diagnose met 100% zekerheid aan te tonen of uit te sluiten.
Het bloedbeeld vertoont in het acute stadium typische veranderingen (lymfocytose en veel atypische lymfocyten) die de diagnose zeer waarschijnlijk maken. Indien er bij onderzoek van de witte bloedcellen minder dan 10% atypische lymfocyten worden gevonden kan de diagnose van mononucleosis worden uitgesloten. Een doorgemaakte infectie laat antistoffen in het bloed achter, die volgens een bepaald patroon veranderen met de tijd, waardoor ook bij een eenmalig afgenomen bloedmonster een recente infectie wel aan te tonen is en kan worden onderscheiden van een langer geleden (meer dan een paar maanden) doorgemaakte infectie. Deze laatste testen kunnen wel met zekerheid de diagnose aantonen respectievelijk uitsluiten.
Het cytomegalovirus geeft een zeer vergelijkbaar ziektebeeld. Ook toxoplasmose, hepatitis B, rubella, en een primaire hiv-infectie kunnen een soortgelijk beeld geven; al deze ziekten worden dan ook tot het mononucleosis-syndroom gerekend.

## Besmetting en beloop
De besmetting gebeurt naar men aanneemt vaak via speeksel, de reden waarom klierkoorts weleens de kusziekte wordt genoemd. Omdat de incubatietijd zo lang is, is dit echter vrijwel nooit te bewijzen. De besmetting vindt vaak plaats door personen die de ziekte reeds gehad hebben. Het EBV blijft immers het hele leven latent aanwezig, en kan gereactiveerd worden en zo besmettelijk zijn. Bij 15 tot 20% van de gezonde seropositieve volwassenen is het virus in de keel aantoonbaar. Over het algemeen (95%) is dan ook bij een nieuw geval geen zieke persoon in de omgeving aan te wijzen als besmettingsbron.
Na besmetting treedt een incubatietijd op van 1 à 2 weken (2 tot 20 dagen).
De acute fase van de ziekte duurt zo'n 2 à 4 weken. Hierna verdwijnen de meeste symptomen en is de patiënt nog een aantal maanden vermoeid, in enkele gevallen (1-2%) is dit chronisch.

## Behandeling
Er is geen behandeling tegen klierkoorts. Behandeling met antivirale middelen als aciclovir heeft weinig zin. Het beste is voldoende rust nemen, ook in de chronische fase als de patiënt aan de beterende hand lijkt. Er is beschreven dat behandeling van keelpijn met amoxicilline, in de veronderstelling dat de verwekker een streptokok is, als het in werkelijkheid gaat om de ziekte van Pfeiffer zeer vaak een huiduitslag kan veroorzaken. Hierdoor kan onterecht de indruk ontstaan dat de patiënt voor amoxicilline allergisch is. Smalspectrumpenicillines vertonen deze bijwerking niet. Als bekend is dat het om de ziekte van Pfeiffer gaat is behandeling met antibiotica zinloos. Mocht er naast de ziekte van Pfeiffer ook sprake zijn van een bacteriële keelontsteking, dan kan behandeling met antibiotica wel zinvol zijn.
Omdat de ziekte gepaard gaat met een leverontsteking, ook als daar geen symptomen van optreden, wordt aanbevolen de lever niet te belasten met b.v. alcohol. Dat gebruik van matige hoeveelheden paracetamol schadelijk zou zijn is niet bewezen, hoewel er wel incidentele meldingen van hepatitis bij mononucleose na paracetamolgebruik zijn.
Op 12 december 2007 kwam Etienne Sokal in het nieuws toen er werd aangekondigd dat hij na een zeven jaar durend onderzoek een vaccin had ontwikkeld waarmee klierkoorts kan worden bestreden. Het vaccin is vooral effectief wanneer men er op zeer jeugdige leeftijd mee wordt ingeënt.

## Complicaties
Complicaties komen zelden voor maar kunnen zeer ernstig zijn. Miltruptuur en encefalitis zijn beschreven. Net als hemolytische anemie, trombopenie en myocarditis.